# Yarrowia lipolytica
Yarrowia lipolytica är en svampart som först beskrevs av Wick., Kurtzman & Herman, och fick sitt nu gällande namn av Van der Walt & Arx 1981. Yarrowia lipolytica ingår i släktet Yarrowia, ordningen Saccharomycetales, klassen Saccharomycetes, divisionen sporsäcksvampar och riket svampar.   Inga underarter finns listade i Catalogue of Life.